# Wolfgang Rupf
Wolfgang Rupf (* 22. Juli 1942 in Heidenheim) ist ein deutscher Manager. Rupf war Aufsichtsratsvorsitzender der Hornbach Holding AG.
Rupf studierte Rechts- und Wirtschaftswissenschaften an den an der Eberhard-Karls-Universität Tübingen, der Universität Lausanne und der Rheinischen Friedrich-Wilhelms-Universität Bonn. Er promovierte 1972 zum Dr. iur. an der Universität Bonn. Er ist seit 1962 Mitglied der katholischen Studentenverbindung AV Guestfalia Tübingen.
Rupf war von 1984 bis 1994 persönlich haftender Gesellschafter der BHF-Bank. Von 1995 bis 1996 war er Vorstandsvorsitzender der Hornbach Holding AG und der Hornbach Baumarkt AG. 1997 wurde er Vorstandsvorsitzender der Bankgesellschaft Berlin AG, das Amt übte er bis 2001 aus.
Rupf wurde 2006 von der Staatsanwaltschaft aufgrund des Berliner Bankenskandals wegen Untreue angeklagt, allerdings wurde er 2007 vom Landgericht Berlin freigesprochen.
Rupf ist ein Neffe des langjährigen Geschäftsführers und Aufsichtsratsvorsitzenden des Maschinenbauunternehmens Voith Hugo Rupf und Bruder von Hans-Joachim Rupf, dem ehemaligen Vorstandsvorsitzenden der Ulmer Volksbank. Rupf hat noch einen weiteren Bruder, den früheren Forstdirektor und Leiter des Forstbetriebes von Carl Herzog von Württemberg, Alfred Rupf.